# Palazzo Corsi
Pour les articles homonymes, voir Corsi.
Le Palazzo Corsi (aujourd'hui Palazzo Corsi-Horne) est un palais florentin, situé 6 Via de Benci, qui abrite depuis la mort de son fondateur Herbert Horne en 1916, le musée de la fondation.

## Histoire
Le palais date de 1489 et a appartenu, comme d'autres palais de ce quartier aux Alberti puis aux Corsi, et a été construit sur un projet de Giuliano da Sangallo, ou à un architecte de son atelier, à Simone del Pollaiolo. 
Y fut créé le 1er février 1598 la Dafne de Jacopo Peri sur un livret de Ottavio Rinuccini, considéré comme le premier opéra de l'histoire (dont la musique a été perdue).
Passé au Fossi au XVIIIe siècle, il est acquis par Herbert Horne en 1912 après qu'il eut habité d'autres palais de la ville.
Comme beaucoup de monuments de Florence, il fut endommagé pendant les inondations de Florence de 1966. Sa restauration dura jusqu'en 1989.

## Architecture
Ses deux  façades sont symétriques, a deux étages de chacun quatre fenêtres. Les angles sont couverts de pierres à bossage (bugnato) régulier, et les étages sont séparés par des corniches dites marcapiano.
L'intérieur comporte au milieu une cour (cortile), à portiques sur deux côtés, avec des colonnes surmontées de chapiteaux attribués à l'atelier d'Andrea Sansovino.
Les fenêtres sont toutes monofores (une seule ouverture sans pilier central), sur des  corniches en pietra serena, surmontées d'oculi au premier étage. Les corniches marcapiani, qui sépare les étages supérieurs, sont accompagnées de frises décorées de motifs végétaux gravés. Deux galeries surplombent le tout avec une loggia en retrait sur trois côtés.

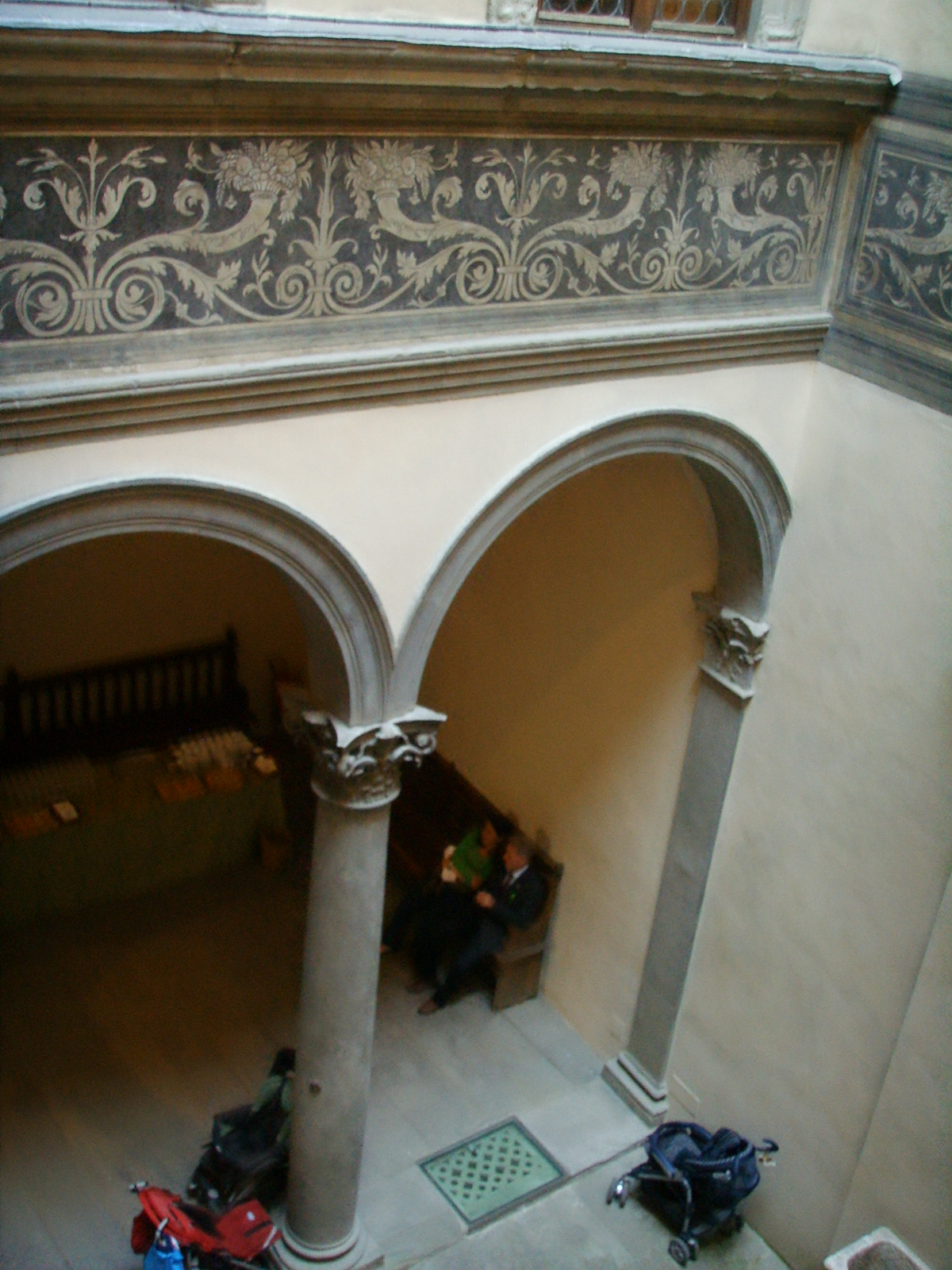
Le cortile et les colonnes
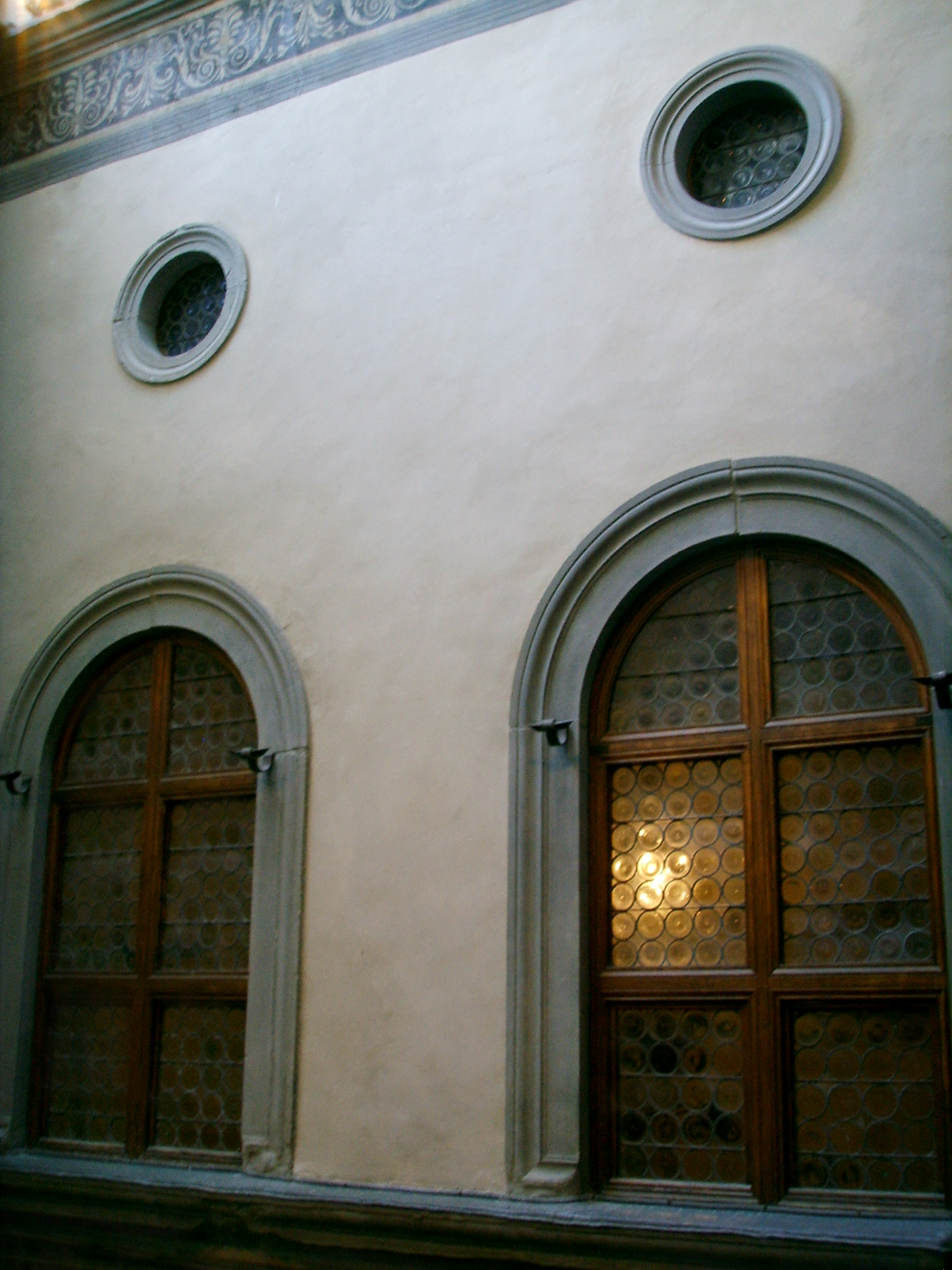
Les fenêtres et les oculus
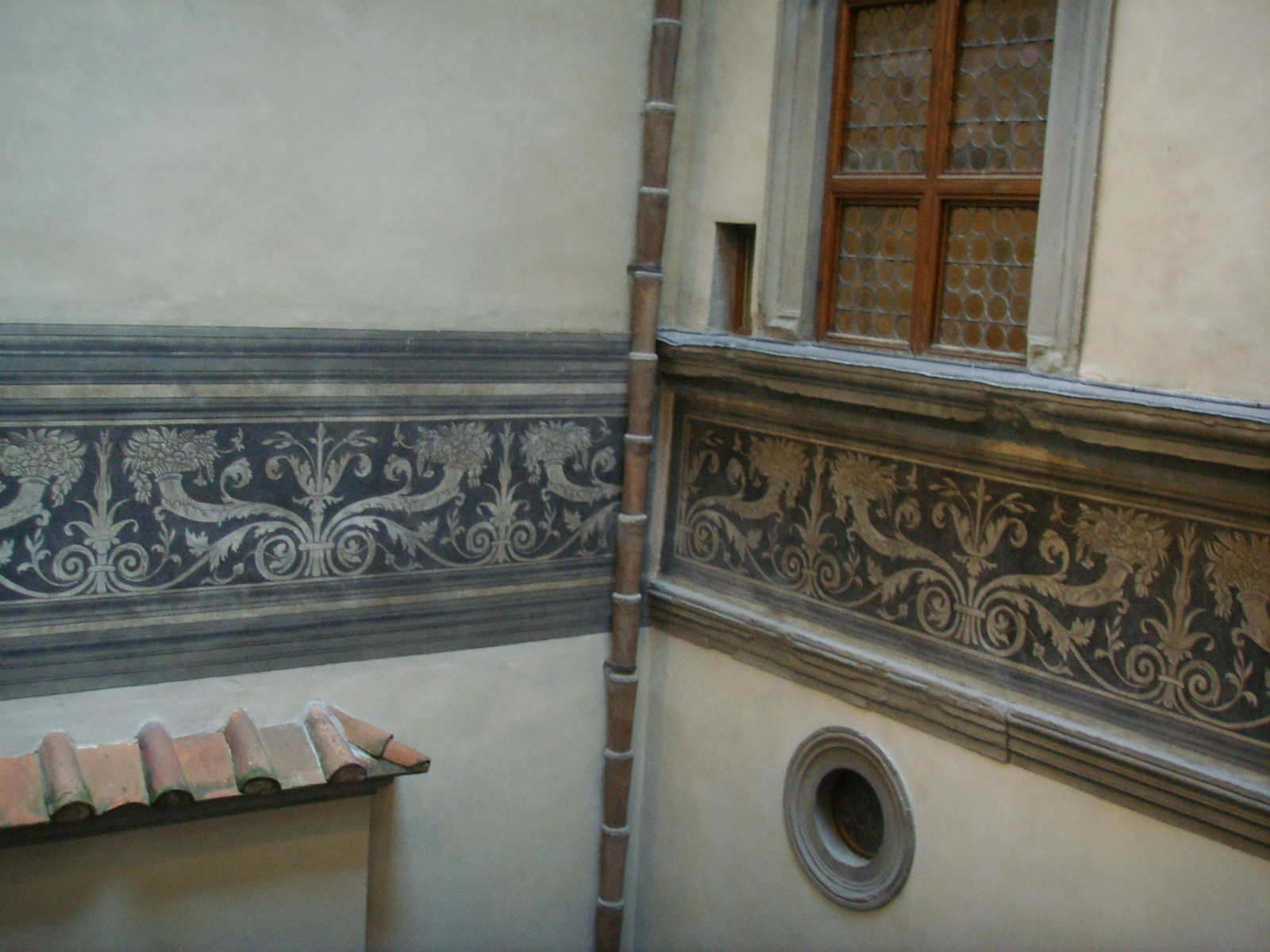
Les frises des corniches
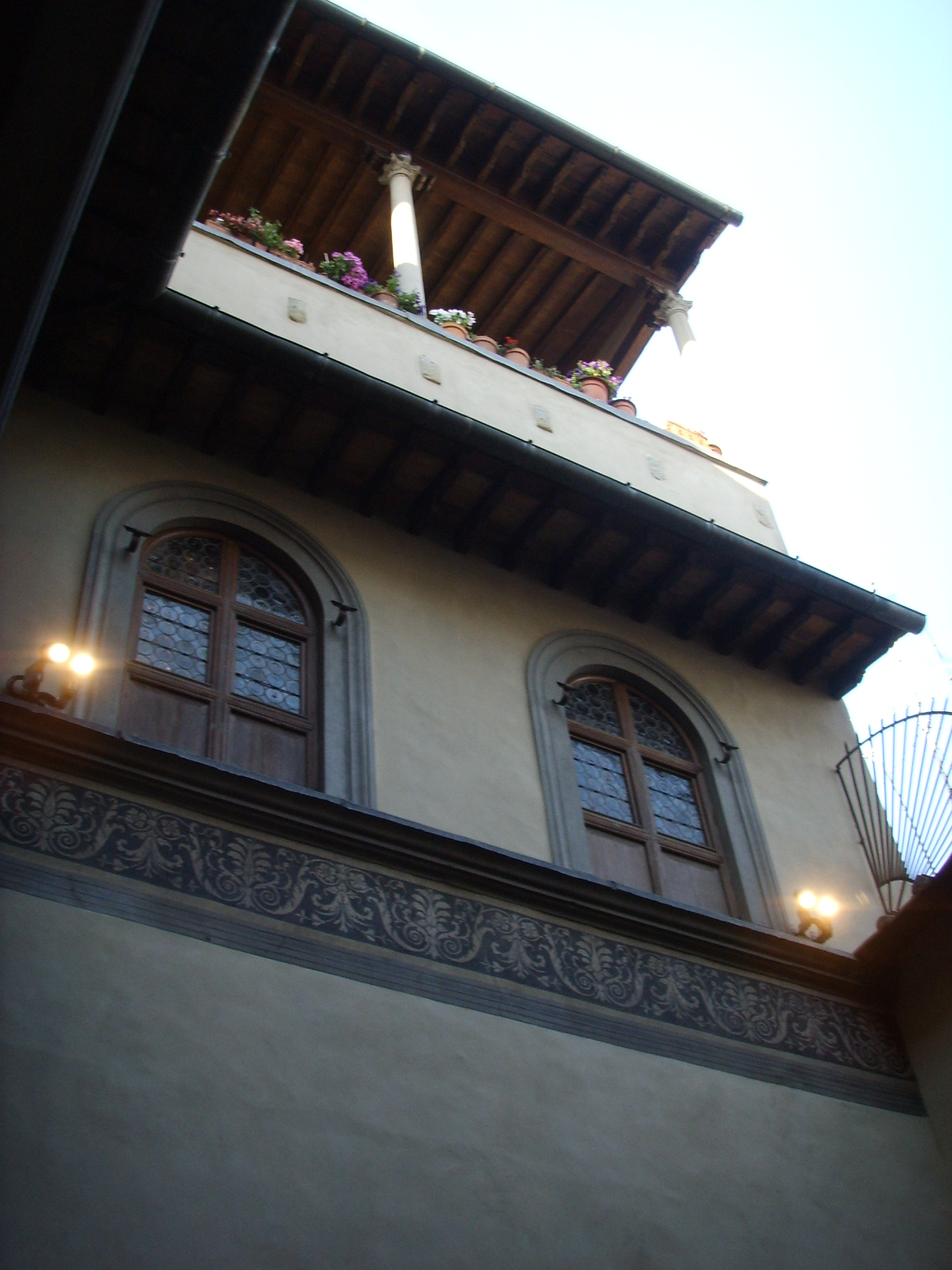
La loggia du dernier étage